# Bingo, zsebesnek áll a világ
A Bingo, zsebesnek áll a világ (eredeti cím: Loosies) 2012-es amerikai bűnügyi romantikus filmvígjáték-dráma Michael Corrente rendezésében. A film forgatókönyvírója, producere és főszereplője Peter Facinelli. További fontosabb szerepekben Jaimie Alexander, Michael Madsen, Joe Pantoliano, William Forsythe, Christy Carlson Romano, Glenn Ciano, Vincent Gallo és Chad A. Verdi látható.

## Cselekmény
Egy New York-i zsebtolvaj élvezi szabad életét. Ám egy nap szembesül egy korábbi egyéjszakás kalandjával, Lucy Atwooddal, aki közli vele, hogy három hónapos terhes a gyermekével. A nő esélyt ad neki, hogy kilépjen a mindennapi életéből, és felelősséget vállaljon a gyermekéért.

## Szereplők
| Szerep                 | Színész          | Magyar hang   |
| ---------------------- | ---------------- | ------------- |
| Bobby Corelli          | Peter Facinelli  | Csőre Gábor   |
| Lucy Atwood            | Jaimie Alexander | Földes Eszter |
| Nick Sullivan hadnagy  | Michael Madsen   | Jakab Csaba   |
| Jax                    | Vincent Gallo    | Háda János    |
| Tom Edwards százados   | William Forsythe | Kertész Péter |
| Christy Carlson Romano | Carmen           | Martin Adél   |
| Rita Corelli           | Marianne Leone   | Vándor Éva    |
| Carl                   | Joe Pantoliano   | Rosta Sándor  |

## A film készítése
A filmet a Rhode Island-i Providence-ben, valamint New Yorkban forgatták.

## Bemutató
2011. november 2-án jelent meg korlátozott számú moziban. 2012. január 11-én szélesebb körben is bemutatták, 2012. március 13-án DVD-n is kiadták. A filmet a Motion Picture Association of America PG-13-as besorolásúnak minősítette némi szexuális tartalom, erőszak és a filmben használt nyelvezet miatt.
Nemzetközi forgalmazási jogait a Cinema Management Group licencelte.

## Fogadtatáa

### Bevételi adatok
Észak-Amerikában 3519 dollárt, más területeken pedig 421 859 dollárt termelt, világszerte összesen 425 378 dollár bevételt érve el.

## Fordítás
- Ez a szócikk részben vagy egészben  a   Loosies című angol Wikipédia-szócikk fordításán alapul.  Az eredeti cikk szerkesztőit annak laptörténete sorolja fel. Ez a jelzés csupán a megfogalmazás eredetét és a szerzői jogokat jelzi, nem szolgál a cikkben szereplő információk forrásmegjelöléseként.